# 청년투데이
청년투데이는 청년들과 소통하며 문화를 이끄는 언론이란 모토로 창간되어 인터넷신문을 발행하고 있다.
1966년도에 발간된 월간 금융계의 자매지로 있다.
발행인은 김원혁(現 한국ABC협회 겸 잡지협회 이사), 편집이사 겸 편집인엔 장효남 (前 일요신문 팀장)이 맡았다.

## 사회공헌 활동
청년투데이는 2020년 코로나19로 어려움을 겪고 있는 스타트업을 지원하고자 청년마케터와 업무협약을 맺었다.
하지만 MOU를 체결한지 두달 만에 청년마케터 측의 요구에 의해 협약이 종료되었다.